# オーロラ (NICO Touches the Wallsのアルバム)
『オーロラ』は、NICO Touches the Wallsの3枚目のアルバム。2009年11月25日にキューンレコードより発売された。

## 解説
- 前作から1年2ヶ月ぶりの2ndアルバム。
- 初回生産限定盤と通常盤の2形態で発売。初回盤はDVD付（収録内容は後述）。
- 本作は11月25日（いいニコの日）の発売となったが、光村曰く「偶然語呂の良い日が重なっただけ」だという[1]。

## 収録内容
| 全作詞・作曲: 光村龍哉。 |                                 |           |            |                                   |      |
| #                        | タイトル                        | 作詞      | 作曲・編曲 | 編曲                              | 時間 |
| 1.                       | 「Aurora」                      | 光村龍哉  | 光村龍哉   | NICO Touches the Walls & 亀田誠治 | 1:43 |
| 2.                       | 「ホログラム」                  | 光村龍哉  | 光村龍哉   | NICO Touches the Walls & 亀田誠治 | 4:08 |
| 3.                       | 「芽」                          | 光村龍哉  | 光村龍哉   | NICO Touches the Walls & 亀田誠治 | 4:55 |
| 4.                       | 「Lonesome Ghost」              | 光村龍哉  | 光村龍哉   | NICO Touches the Walls & 亀田誠治 | 3:49 |
| 5.                       | 「ビッグフット」                | 光村龍哉  | 光村龍哉   | NICO Touches the Walls & 亀田誠治 | 4:53 |
| 6.                       | 「かけら -総べての想いたちへ-」 | 光村龍哉  | 光村龍哉   | NICO Touches the Walls & 亀田誠治 | 4:32 |
| 7.                       | 「錆びてきた」                  | 光村龍哉  | 光村龍哉   | NICO Touches the Walls & 亀田誠治 | 3:36 |
| 8.                       | 「レオ」                        | 光村龍哉  | 光村龍哉   | NICO Touches the Walls & 亀田誠治 | 5:06 |
| 9.                       | 「N極とN極」                    | 光村龍哉  | 光村龍哉   | NICO Touches the Walls & 亀田誠治 | 2:55 |
| 10.                      | 「風人」                        | 光村龍哉  | 光村龍哉   | NICO Touches the Walls & 亀田誠治 | 4:22 |
| 11.                      | 「波」                          | 光村龍哉  | 光村龍哉   | NICO Touches the Walls            | 4:44 |
| 12.                      | 「トマト」                      | 光村龍哉  | 光村龍哉   | NICO Touches the Walls & 亀田誠治 | 6:23 |
| 合計時間:                | 合計時間:                       | 合計時間: | 51:11      |                                   |      |

| #  | タイトル | 作詞 | 作曲・編曲 |
| -- | --- | ---- | ---------- |
| 1. | 「「NICO Touches the Walls LIVE 2009 All, Always, Walls vol.3 ～Turkeyism～」2009/6/20＠日比谷野外大音楽堂 ドキュメンタリー映像」 |      |            |

## 楽曲解説
Aurora
先行シングル「かけら -総べての想いたちへ-」に別バージョンが収録されている。
ホログラム
5thシングル。毎日放送・TBS系アニメ「鋼の錬金術師 FULLMETAL ALCHEMIST」第2期オープニングテーマ。
Lonesome Ghost
「ホログラム」とほぼ同時期に出てきた曲。制作も同時期に同時並行で進めていたという。
ビッグフット
4thシングル。
かけら -総べての想いたちへ-
先行シングルとなった6thシングル。読売テレビ・日本テレビ系ドラマ「傍聴マニア09〜裁判長!ここは懲役4年でどうすか〜」主題歌。
風人
5thシングル「ホログラム」カップリング曲。映画「蟹工船」主題歌。
トマト
4thシングル「ビッグフット」カップリング曲。